# Государственный архив Липецкой области
Областное казённое учреждение «Государственный архив Липецкой области» (ОКУ «ГАЛО») – центральный и крупнейший архив Липецкой области, осуществляющий постоянное 
хранение документов по истории Липецкого края, входящих в Архивный фонд  Российской Федерации. Основан в 1919 году.

## Создание архива
В соответствии с декретом от 1 июня 1918 года Советом Народных Комиссаров РСФСР «О реорганизации и централизации архивного дела в РСФСР» 26 февраля 1919 года коллегия Липецкого уездного отдела по народному образованию предложила Трунову Михаилу Павловичу должность архивариуса уездного исторического архива. В марте 1919 г. Михаил Трунов приступил к созданию архива.
Несмотря на все трудности, стоящие перед первым архивистом, эта задача была выполнена. Создано учреждение, в котором были собраны документы, как дореволюционных учреждений, так и первых лет советской власти.
Общественная деятельность  Михаила Павловича Трунова имела огромное значение для развития культуры небольшого провинциального городка. Им были созданы Липецкое Петровское общество распространения научных и практических знаний, Липецкий краеведческий музей, архив, библиотека. По его инициативе и при непосредственном участии был создан музей имени Г.В. Плеханова. Михаил Павлович первым ввел в научный оборот сведения о Гагаринской верхнепалеолитической стоянке, стал одним из первых исследователей истории Липецких железоделательных заводов и курорта Липецких минеральных вод.

## Статус архива
Статус Государственного архива Липецкой области неоднократно менялся:
- Липецкий уездный исторический архив (1919-1921);
- Липецкое уездное архивное отделение (1922-1927);
- Липецкий районный архив (1928-1936);
- Липецкий городской архив (1936 – 1954) находился в ведении НКВД (с 1938 г.);
- Государственный архив Липецкой области  (29 апреля 1954 г. - 10 февраля 1962 г.) входил в структуру УМВД Липецкой области, (10 февраля 1962 г. - 2 января 1992 г.) подчинялся архивному отделу Липецкого облисполкома, (2 января 1992 г. - 14 октября 2002 г.) - архивному отделу администрации Липецкой области;
- областное государственное учреждение «Государственный архив Липецкой области» (ОГУ «ГАЛО») (14 октября 2002 г. - 5 февраля 2007 г.) находилось в ведении архивного отдела администрации Липецкой области   (с 2006 г. архивного отдела Липецкой области);
- областное государственное учреждение «Государственный архив Липецкой области» (ОГУ «ГАЛО») (5 февраля 2007 г. - 23 декабря 2008 г.) находилось в ведении управления по делам архивов Липецкой области;
- областное казенное учреждение «Государственный архив Липецкой области» (ОКУ «ГАЛО» с 30 ноября 2010 г.) (23 декабря 2008 г. по настоящее время) находится в ведении управлении ЗАГС и архивов Липецкой области.

## Архив с XX по XXI в.в.
После образования 6 января 1954 года Липецкой области в составе Российской Федерации начался процесс формирования местных органов власти, областных учреждений и организаций и 29 апреля 1954 г. на базе документов городского архива создан Липецкий областной Государственный архив, исполняющей обязанности начальника была назначена Козлова Людмила Николаевна. На 1 января 1958 г. в Государственном архиве Липецкой области находилось на хранении 205 фондов, более 22 тысяч дел.
Долгие годы Государственный архив Липецкой области не имел собственного архивохранилища и неоднократно переезжал из одного временного помещения в другое.
С вводом в эксплуатацию в конце 1977 года специализированного здания Государственного архива Липецкой области на улице Папина, д.2б в г. Липецке, в котором архив располагается и в настоящее время, начался интенсивный прием документов, относящиеся к профилю.
Сотни архивных фондов (десятки тысяч единиц хранения) поступили в архив из Воронежа, Курска, Тамбова, Орла, Рязани, Москвы. Началось планомерное комплектование архива документами действующих учреждений, организаций и предприятий, находящихся на территории Липецкой области. В настоящее время в областном архиве сосредоточено более 2400 архивных фондов, свыше 520 тысяч единиц хранения. Самый ранний документ относится к XVII веку (1649 г.).

## Руководители архива
Руководителями архива с 1954 г. по 2017 г. являлись:
- Людмила Николаевна Козлова (июнь-сентябрь 1954),
- Милица Яновна Боднек (1954-1955),
- Лариса Николаевна Тарасова (1955-1960),
- Петр Геронович Ким (1960-1962),
- Валентин Яковлевич Блынский (1962-1968),
- Вениамин Владимирович Мароков (1968-1974),
- Тамара Михайловна Носкова (1974-1978, 1984-1992),
- Плетнева Мария Андреевна (1978-1984),
- Александра Николаевна Ситникова (1992-1993),
- Виктор Федорович Тимофеев (1993-1997),
- Валерий Борисович Поляков (1997-2001),
- Нина Васильевна Самойлова (2001-2005),
- Юрий Иванович Чурилов, Герой Советского Союза (1984) (2005-2017).